# Fosterella heterophylla
Fosterella heterophylla är en gräsväxtart som beskrevs av Werner Rauh. Fosterella heterophylla ingår i släktet Fosterella och familjen Bromeliaceae.
Artens utbredningsområde är Bolivia. Inga underarter finns listade i Catalogue of Life.